# Donje Cjepidlake
Donje Cjepidlake is een plaats in de gemeente Đulovac in de Kroatische provincie Bjelovar-Bilogora. De plaats telt 10 inwoners (2001).